# Terry Dunfield
Terence Dunfield (Vancouver, Canadá, 20 de febrero de 1982), más conocido como Terry Dunfield, es un exjugador y entrenador de fútbol canadiense. Actualmente está sin club.
Como jugador fue un centrocampista que jugó en la Premier League aunque brevemente en el Manchester City, también jugó en la English Football League para el Bury, Macclesfield Town, Shrewsbury Town y Oldham Athletic, con un breve paso por Escocia con el Ross County. También jugó en la Major League Soccer tanto para Vancouver Whitecaps como para el Toronto FC, antes de terminar su carrera en el fútbol local con Toronto Atomic FC. Además, fue internacional 14 veces con la selección de Canadá.

## Carrera como futbolista
Cuando era un niño en la escuela, Dunfield jugó en un torneo en Keele, donde fue descubierto por el Manchester City. A la edad de 15 años, se mudó a Inglaterra para unirse a los juveniles del City. Progresó a través de un buen equipo juvenil que incluía jugadores como Shaun Wright-Phillips y Joey Barton. Dunfield hizo su primera aparición en la Premier League contra el Chelsea en 2001, entrando en el minuto 36 por Jeff Whitley. Sin embargo, luego de la partida de Joe Royle y la llegada de Kevin Keegan, Dunfield encontró difíciles las oportunidades del primer equipo. En 2002 fue cedido al Bury, donde disfrutó de la oportunidad de jugar en el primer equipo. 
Posteriormente, Dunfield firmó un contrato de tres años con el Bury, donde hizo 74 apariciones en la liga durante su tiempo con el club. En enero de 2005 sufrió una fractura de rótula en un partido contra el Leyton Orient, y al final de la temporada fue dado de baja. Sin embargo, después de ver a un especialista en América del Norte, Dunfield se sometió a una operación y luego le dijeron que podría volver a jugar en nueve meses. Pasó los últimos cuatro meses de rehabilitación en el Manchester City y en julio de 2007 completó su regreso al fichar por el Macclesfield Town después de un período de prueba durante la pretemporada. Luego se convirtió en el jugador de la temporada 2007-08 del club.
Dunfield fichó por el Shrewsbury Town en enero de 2009 por £65.000. Su primera temporada fue considerada intermitente y luchó por encajar en el estilo de juego de su nuevo equipo. Sin embargo, su forma mejoró la temporada siguiente y, como resultado, Canadá le dio su primer partido internacional completo. El técnico canadiense Stephen Hart le aconsejó que necesitaba jugar en un nivel más alto que la League Two si tenía aspiraciones de avanzar en su carrera internacional. Como resultado, un mes después de obtener su límite, el nuevo entrenador del Shrewsbury, Graham Turner, le permitió irse. Turner dijo que estaba "lejos de estar contento con el jugador, lo que básicamente implica que este club y el fútbol de la League Two inglesa no eran lo suficientemente buenos para él".
Mientras estaba a prueba con Motherwell de la Scottish Premiership, el Vancouver Whitecaps le ofrecieron un contrato a Dunfield, que aceptó sabiendo que podría mudarse al club de la MLS en 2011. El 10 de diciembre de 2010, se anunció que jugaría en el equipo canadiense. Después de disputar solamente 12 encuentros, Dunfield fue traspasado al Toronto FC el 14 de julio de 2011. Hizo su debut con Toronto el 30 de julio como suplente en la segunda mitad de Julián De Guzmán contra el Portland Timbers. Dunfield anotó su primer gol en tiempo de descuento contra su antiguo club, Vancouver Whitecaps, el 11 de julio de 2012, logrando la victoria en casa por 3-2.
Los jugadores del equipo nombraron a Dunfield el jugador del año del Toronto FC en 2012. No obstante, el canadiense anunció su marcha del club en junio de 2013.
El 20 de febrero de 2014, Dunfield firmó con el Oldham Athletic hasta el final de la temporada. Dunfield fue liberado al final de la temporada 2013-14.
Fichó por el club escocés Ross County en octubre de 2014. Sin embargo, Dunfield fue uno de los 14 jugadores liberados al final de la temporada 2014-15.
Para la temporada 2016 fichó por el Toronto Atomic FC de la Canadian Soccer League, donde anotó su primer gol el 25 de junio de 2016 ante el Scarborough SC. En su temporada de debut terminó como máximo goleador del club con ocho goles.

## Carrera internacional
Dunfield hizo su debut con la selección absoluta de Canadá en un empate 1-1 contra Venezuela el 29 de mayo de 2010. El 1 de junio de 2011, Dunfield anotó su primer gol internacional en un empate 2-2 contra Ecuador en el BMO Field. El 26 de enero de 2013, recibió la capitanía de la selección en un amistoso contra Dinamarca; el partido terminó 4-0 a favor de los daneses.

## Carrera como entrenador
Dunfield finalmente se unió a Toronto FC Academy como entrenador de su equipo de menores de 17 años. El 26 de junio de 2023, fue nombrado entrenador interino del primer equipo de Toronto FC tras la destitución de Bob Bradley. El 28 de agosto de 2023, se anunció que John Herdman lo reemplazaría en el banquillo a partir del 1 de octubre.

## Clubes

### Como jugador
| Club                | País       | Año       |
| ------------------- | ---------- | --------- |
| Manchester City     | Inglaterra | 2000-2002 |
| Bury                | Inglaterra | 2002-2005 |
| Macclesfield Town   | Inglaterra | 2007-2009 |
| Shrewsbury Town     | Inglaterra | 2009-2010 |
| Vancouver Whitecaps | Canadá     | 2010      |
| Vancouver Whitecaps | Canadá     | 2011      |
| Toronto FC          | Canadá     | 2011-2013 |
| Oldham Athletic     | Inglaterra | 2014      |
| Ross County         | Escocia    | 2014-2015 |
| Toronto Atomic FC   | Canadá     | 2016      |

### Como entrenador
| Club       | País   | Año  |
| ---------- | ------ | ---- |
| Toronto FC | Canadá | 2023 |

## Palmarés

### Como jugador

#### Campeonatos nacionales
| Título                | Club       | País   | Año  |
| --------------------- | ---------- | ------ | ---- |
| Campeonato Canadiense | Toronto FC | Canadá | 2012 |